# География на Великобритания
Обединеното кралство Великобритания и Северна Ирландия е държава в Западна Европа. То се дели на 4 историко-географски области: Англия, Уелс, Шотландия и Северна Ирландия и заема площ от 244 920 km².

## Географско положение, граници, големина, брегова линия
Страната е разположена на остров Великобритания, североизточната част на остров Ирландия и над 5 хил. малки острова (Оркнейски, Шетлъндски, Хебридски и др. Има сухоземна граница единствено с Ирландия с дължина 412 km. Морските граници на страната са 5640 km. Великобритания попада в приатлантическия сектор на умерения пояс на Европа. Огромно влияние на природата на страната оказва Атлантическия океан. Най-отдалечените пунктове отстоят от него на 40 – 60 km, а в южната част – на 100 – 120 km. Бреговата линия е силно разчленена. В Англия, Уелс и Северна Ирландия бреговете са от абразионен и абразионно-акумулативен тип, редуващи се на места с риасов и ватов тип. Някои от големите заливи представляват естуари на реки (Темза, Севърн). Най-големите заливи на запад са Фърт ъф Лорн, Фърт ъф Клайд, Солуей Фърт, Кардиган, Бристълски, на юг – Лайм, на изток – Уош, Фърт ъф Форт, Мори Фърт. На Хебридските, Оркнейските и Шетлъндските острови и в Шотландия голяма част от бреговете са от фиордов тип.
Територията на Великобритания, заедно с Хебридските, Оркнейските, Шетлъндските и Нормандските острови се простира между 49°10′ и 60°52′ с.ш. и между 8°11′ з.д и 1°46′ и.д. Крайните точки на страната са следните:
- крайна северна точка – (60°51′39″ с. ш. 0°52′26″ з. д. / 60.860833° с. ш. 0.873889° з. д.), северния бряг на остров Аут Стайк от Шетлъндските острови.
- крайна южна точка – (49°09′45″ с. ш. 2°01′54″ з. д. / 49.1625° с. ш. 2.031667° з. д.), южния брят на остров Джърси от Нормандските острови.
- крайна западна точка – (54°27′53″ с. ш. 8°10′39″ з. д. / 54.464722° с. ш. 8.1775° з. д.), в Северна Ирландия, на границата с Ирландия.
- крайна източна точка – (52°28′52″ с. ш. 1°45′46″ и. д. / 52.481111° с. ш. 1.762778° и. д.), нос Нес, на брега на Северно море, при град Лоустофт.

## Релеф
В Шотландия, Северна Ирландия, Уелс и Северна Англия преобладават средновисоките планини и възвишения със заравнена билна повърхност и дълбоко врязани речни долини. За формирането на релефа значителна роля са изиграли вертикалните тектонски движения, ерозията и плейстоценското заледяване. Най-силно разчленен релеф има Шотландия, където се извисяват Северошотландската планинска земя и Южношотландските възвишения разделени от Средношотландската низина. Над платообразната повърхност на Северошотландската планинска земя се издигат хребети с върхове от алпийски тип с височина до 1343 m – връх Бен Невис в Грампианските планини – най-високата точка на Великобритания. В района на разпространението на базалтите, както и в платото Антрим в Северна Ирландия са развити стълбчати форми на релефа („Мостът на гигантите“ и др.). Южношотландските възвишения (връх Мерик 842 m) представляват обширна платообразна повърхност. Сходен с Южна Шотландия е релефът на Северна Ирландия. На юг от Шотландия са разположени Пенинските планини (връх Кросфел 893 m), „гръбнакът“ на Северна Англия, а също куполообразните Къмбърландски планини (връх Скофел 978 m) с ледникови форми на релефа, наричани още „Английска Швейцария“. Територията на Уелс е заета от Камбрийските планини (връх Сноудън 1085 m) с отделно извисяващи се карови гребени. На полуостров Корнуол са разположени редица остатъчни възвишения с височина до 500 – 600 m, разделени от хълмисти низини. В Югоизточна Англия плоските низини, съставени от рохкави материали, се редуват с ниски куестови плата и ридове, изградени от варовици и креди (Котсуолд, Чилтърн Хилс, Норт Даунс, Саут Даунс), низините Мидлънд, Лондонски басейн, Фен и др. Интерес представлява и т.н. Езерна област (на английски: Лейк Дистрикт). На остров Стафъ, който е част от Хебридските острови, се намира известната Фингълова пещера (Фингъл).

## Геоложки строеж, полезни изкопаеми
Британските острови почти цялостно са разположени в зоната на каледонската нагъвателна система. Само южно от линията Бристъл – Лондон са развити гънки от херцинската нагъвателна система. От началото на палеозоя територията на Великобритания е принадлежала към каледонската геосинклинала, разделена на редица дълбоки морски падини и гребеновидни възвишения. В падините са се натрупали наслаги с голяма мощност. В края на силурския период тези наслаги били смачкани и нагънати и от геосинклиналата са се издигнали планините на Шотландия и Уелс. В депресиите между хребетите протичало наслоение на континентални девонски, карбонски и пермски наслаги. След девонския период цялата територия на Великобритания (с изключение на Корнуол) се е превърнала в платформа. В Корнуол геосинклиналната подвижност на земната кора се е съхранила до карбонския период включително. През мезозоя се е оформил Лондонския басейн. През кайнозоя целия остров се е издигнал и са се образували множество разломи, особено в Шотландия, като с тях е свързан древния вулканизъм.
Полезните изкопаеми на Великобритания са привързани към карбонската система – каменните въглища, като общите им запаси в шест големи и редица по-малки басейни се изчисляват на 170 млрд. т. Към юрската система са привързани находищата на желязна руда в областта Източен Мидлънд, като техните запаси възлизат на 2,9 млрд. т (при съдържание на желязо 25 – 30%). Към Корнуолския нагънат масив принадлежат находищата на оловно-цинкови и медни руди. Каолин има на полуостров Корнуол, каменна сол в графствата Честър и Даръм, калиеви соли в графство Йоркшир. След Втората световна война край бреговете на страната в Северно море са открити големи находища на природен газ (запаси над 1400 млрд. m³) и нефт (над 2,6 млрд. т.).

## Климат
Климатът е влажен и мек, с малки температурни амплитуди. На тази географска ширина той би трябвало да е студен и суров, но морското обкръжение и особено благотворното влияние на топлото течение Гълфстрийм (Гълфщром) правят зимата мека, влажна, мъглива и почти безснежна. Водната маса на топлото течение се равнява на водната маса на 450 реки като Мисисипи. Снегът се задържа повече в Шотландия. През лятото, както и през преходните сезони, падат много дъждове, които са причината Обединеното кралство да е толкова влажна страна. Средната януарска температура е от 7°С на полуостров Корнуол до 3,5°С в Източна Англия. В страната се случват и студове до -18°С. В Лондон годишно има до 100 дни с температура под 0°С. Средната юлска температура варира от 16 – 17°С в Лондон до 11 – 13°С в Шотландия. Валежите са разпределени равномерно целогодишно, с незначителен максимум през есента и зимата, а на юг – през лятото и есента. Най-обилни са валежите в Шотландия, Северна Ирландия, планинските райони на Англия и Уелс – около 1000 – 1500 mm, на места до 3000 mm годишно. Най-малко е тяхното количество в Югоизточна Англия (600 – 750 mm). Характерна особеност за климата на страната са многото облачни дни и честите мъгли. Гъстите мъгли влияят отрицателно върху натоварването на пътищата, причинявайки големи катастрофи. Тук за пръв път са въведени масово жълтите фарове на автомобилите и оранжевото осветление по магистралите. Мъглите, наситени със сажди и вредни газове, създават условия за известния смог. От него в Лондон на 9 декември 1952 г. умират 4700 души астматици и белодробно болни.
| температура | януари | февуари | март  | април | май   | юни   | юли   | август | септември | октомври | ноември | декември |
| ----------- | ------ | ------- | ----- | ----- | ----- | ----- | ----- | ------ | --------- | -------- | ------- | -------- |
| минимална   | 5 °C   | 5 °C    | 6 °C  | 8 °C  | 10 °C | 13 °C | 15 °C | 16 °C  | 13 °C     | 11 °C    | 8 °C    | 5 °C     |
| максимална  | 8 °C   | 9 °C    | 12 °C | 14 °C | 18 °C | 21 °C | 23 °C | 23 °C  | 20 °C     | 16 °C    | 11 °C   | 8 °C     |

## Води
Реките в страната, макар и къси, са пълноводни и плавателни, а във фуниеобразните си устия – естуари, са достъпни за морски кораби. Най-известната река е Темза. По нея може да се плава с кораб от море до море, защото е свързана с канали. Големите приливи правят реките достъпни и за океански кораби. Приливната вълна на р. Темза е 6 m, на р. Мърси – 8,5 m, на пристанището в Кардиф – 10 m, а на пристанището в Бристол – 12 m. На естуарите на Темза, Северн, Мърси, Клайд, Хъмбър и Тайн са възникнали големи речно-морски пристанища като Лондон, Ливърпул, Хъл, Нюкасъл, Глазгоу. На шотландските реки, които имат голям пад, са построени водни електроцентрали. Подхранването на реките е предимно дъждовно, като пълноводиено им е през есента и зимата. Югоизточна Англия е била подлагана на големи морски наводнения през 1926, 1938 и особено през 1953 г. Най-големите езера са Лох Ней, Лох Ломенд и Лох Нес, като последното е свързано с легендарното чудовище Неси – предполагаем реликт от по-стари геоложки времена.

## Почви и растителност
В Северна Шотландия преобладават планинските подзолисти почви, в съчетание с торфено-блатни, а по най-високите части – планинско-тундрови. В източните крайбрежни части на Шотландия върху моренни наслаги са развити торфено-подзолисти почви. В Южна Шотландия и Северна Ирландия преобладават горските кисели неоподзолени почви, сменящи се във височина с планински подзолисти почви. За Северна Англия и Уелс са характерни торфено-подзолисто-глееви и псевдоподзолисти почви, а за Централна и Южна Англия – горско-кафяво-глееви и ненаситени почви, които в районите с разпространение на карбонатна основа (предимно в ниските ридове и възвишения) се сменят с торфено-карбонатни почви, т.нар. рендзини. Около залива Уош и в някои други приморски низини са развити алувиално-маршевите почви.
За северните части на страната са характерни иглолистните и смесените гори с господство на бор, дъб и бреза, а на юг – широколистните гори (дъбови, дъбово-габърови и дъбово-ясенови), сменящи се във височина с дъбово-брезови. Районите заети от варовиковите и кредните ридове и възвишения са покрити с дъбово-букови гори. Британските географи Стамп и Бивър отбелязват, че от пръв поглед Великобритания прави впечатление на гориста страна, но това е само илюзия, тъй като в действителност горите заемат едва 6% от площта ѝ. Техните основни масиви са в източните и южните райони. Широко разпространение имат горските и парковите изкуствени насажзения. Повсеместно са разпространени влажни ливади, пасища и торфища.
Още през 1935 г. са определени бездимни зони и се поставя началото на организирана екологическа политика. Благодарение на строгите санкции срещу димното замърсяване лондонският смог е вече отживелица, подобно на смога в Токио.
В Обединеното кралство има над 300 национални природни резервата.